# Wera Konstantinowna Romanowa (1906–2001)

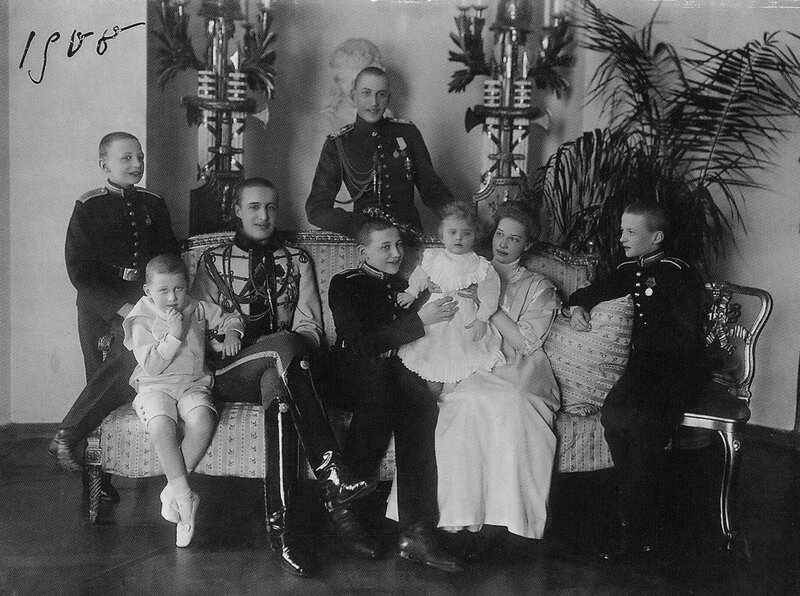
Vera Konstantinowna Romanowa als Baby mit ihren älteren Geschwistern, um 1907

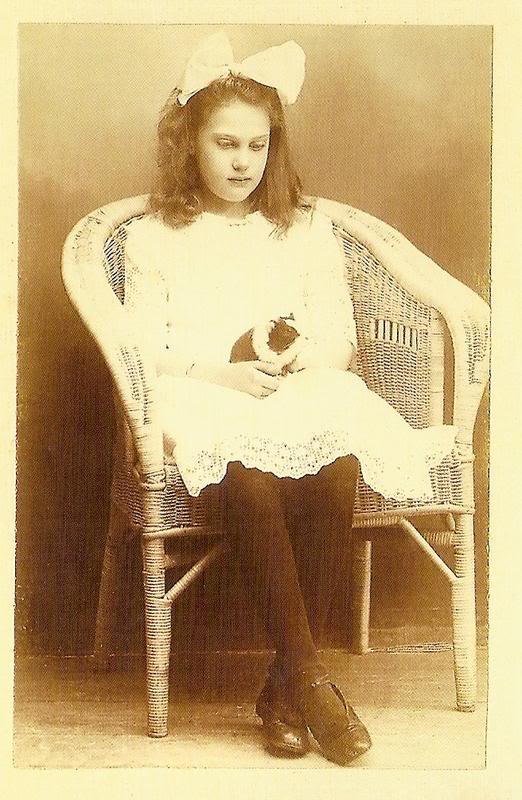
Vera Konstantinowna Romanowa als Kind

Wera Konstantinowna Romanowa (* 11. Apriljul. / 24. April 1906greg. in Pawlowsk; † 11. Januar 2001 in New York City, USA) war ein Mitglied des Hauses Romanow-Holstein-Gottorp.

## Leben
Wera war das jüngste Kind von Großfürst Konstantin Konstantinowitsch Romanow (1858–1915) und seiner Gattin Prinzessin Elisabeth von Sachsen-Altenburg (1865–1927), Tochter des Prinzen Moritz von Sachsen-Altenburg und der Prinzessin Augusta Luise von Sachsen-Meiningen.
Wera, eine Urenkelin von Zar Nikolaus I., war von Geburt an nur eine „Kaiserliche Prinzessin“. Zar Alexander III. hatte am 14. Juli 1886 die Hausgesetze der Romanows modifiziert, indem er den Titel „Großfürst“ bzw. „Großfürstin“ auf die Kinder und Enkel in der männlichen Linie eines Zaren einschränkte. Entfernte Nachkommen trugen seitdem den Titel „Kaiserlicher Prinz“ bzw. „Prinzessin“.
Wera verlor viele Familienmitglieder während des Krieges und durch die Oktoberrevolution. Drei ihrer Brüder wurden von den Bolschewiki ermordet und ein Bruder während eines Kampfgefechts in Litauen getötet. Im Alter von 12 Jahren kam sie im Oktober 1918 mit dem schwedischen Schiff Angermanland nach Schweden, zusammen mit ihrer Mutter, ihrem Bruder Georgi, sowie ihren Nichten und Neffen. In Lausanne absolvierte sie eine Ausbildung als Dolmetscherin. Danach lebte sie im Schloss ihrer Mutter in Altenburg. Fürstin Wera war Schirmherrin vieler exilrussischer Organisationen in Deutschland, u. a. der Bruderschaft des heiligen Fürsten Wladimir. 1945 floh sie von Altenburg aus vor der vorrückenden Roten Armee zu Fuß in die Amerikanische Besatzungszone. Danach lebte sie in Hamburg, wo sie im Kirchenchor sang und sich für russische Flüchtlinge einsetzte. Nachdem sie im Juli 1951 die Feiern zum 50. Jahrestag der russischen Kirche in Bad Kissingen geleitet hatte, wanderte sie im Dezember 1951 in die USA aus, wo sie wiederum die Schirmherrschaft über viele russische Organisationen übernahm und 2001 in New York City verstarb. Sie war unverheiratet geblieben.